# Fadimák

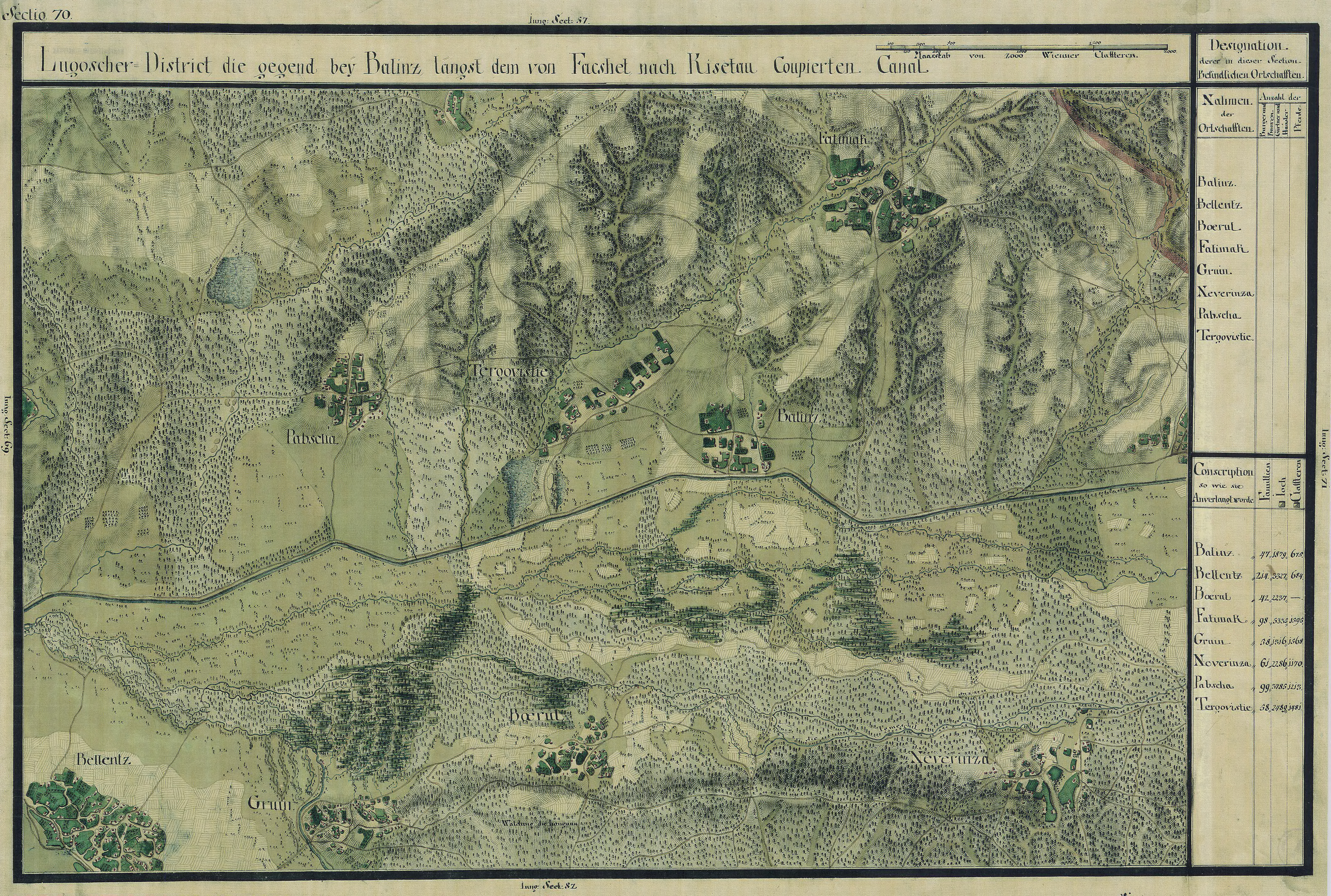
Fadimák, Fatunak egy régi térképen

Fadimák románul: Fădimac, falu Romániában, a Bánságban, Temes megyében.

## Fekvése
Lugostól északra, a Béga mellékén, Barafalva és Bálinc közt fekvő település.

## Története
Fadimák, Fagymag nevét 1488-ban említette először oklevél Fagymag, Alsofagymag néven, ekkor Czikóvásárhely kastélyhoz tartozott. 1500-ban  Fagymagh, 1510-ben Faghmagh, 1551-ben Fadimach, 1808-ban és 1888-ban Fadimák, 1913-ban Fagymag néven volt említve.
1851-ben Fényes Elek írta a településről: „Fadimák, oláh falu, Krassó vármegyében, Lugoshoz 3 órányira, közel Temes vármegyéhez, 5 katholikus, 972 óhitű lakossal, s anyatemplommal. Van itt úrbéri birtok 131 hold házhely, 414 hold szántó, 212 hold rét, 82 hold legelő, 57 hold gyümölcsös, 72 hold szorgalmi föld. Majorsági 1098 hold erdő, 197 hold szántó, 1066 hold legelő. Földje hegyes és sovány, főleg zabot és kukoricát terem. Bírja a királyi kincstár.”
A trianoni békeszerződés előtt Krassó-Szörény vármegye Bégai járásához tartozott.
1910-ben 938 lakosából 923 román és 932 görög keleti ortodox volt.